# Hor le Téméraire
 (septembre 2010).
Si vous disposez d'ouvrages ou d'articles de référence ou si vous connaissez des sites web de qualité traitant du thème abordé ici, merci de compléter l'article en donnant les références utiles à sa vérifiabilité et en les liant à la section « Notes et références ».
Pour les articles homonymes, voir Hor.
Hor le Téméraire est une bande dessinée d'heroic fantasy destinée à la jeunesse, née de l'imagination du dessinateur argentin d'origine italienne Juan Zanotto. Mêlant préhistoire et science-fiction (et se référant à une heroic fantasy non-moyenâgeuse), Hor le Téméraire est la suite des aventures de Yor le Chasseur, BD du même auteur et également publiée en France par Sagédition.
Sortie également en Argentine et en Italie, l'histoire sera publiée en France dans le magazine Super West Poche publié par Sagédition (dépôt légal du numéro 1 : 1er trimestre 1977). Elle se présentera sous forme de l'alternance de deux planches colorées et de deux planches en noir et blanc.